# 謝雅兒
謝雅兒（英語：Tse Nga Yi，1994年6月23日—），香港唱作女歌手。2023年參與電影《填詞L》演出、作曲並主唱主題曲《填詞魂》，奪得第42屆香港電影金像獎「最佳原創電影歌曲」。

## 簡介

### 經歷
謝雅兒小時候家在東涌，在中學時期曾經參與音樂劇演出，由此開始對音樂表演產生興趣。大學入讀香港中文大學社工系。畢業之後曾任職社工，公餘時間為電影及電視廣告歌曲錄音。因為替《五個小孩的校長》配樂的demo錄音，認識了監製王建威，由此開始了長期合作。
2019年赴西班牙，跟隨伯克利音樂學院教授Olga Román學習聲樂。
2020年以全職創作歌手身份，出版個人首張EP《光》，向2016年淘大工業村迷你倉大火中英勇救火的消防員致敬。
2021年赴台灣發展，演出台灣音樂劇，並繼續推出單曲。她在台灣認識了黃綺琳導演，她作曲的《填詞魂》被導演選為電影《填詞L》的主題曲，她亦有在電影中飾演了一個小角色。《填詞魂》在第42屆香港電影金像獎奪得「最佳原創電影歌曲」。

## 音樂作品

### 單曲
- 2018年︰《斷線的氣球》(與iii合唱)
- 2019年︰《Winter Song》、《世界停在那一秒》
- 2020年︰《不能回家》、《光》、《別愛我》、《那片海》、《不期而遇》
- 2022年︰《讓我驟然不見》、《森林書》
- 2023年︰《緊握的愛》
- 2024年︰《填詞魂》、《每一次最後》、《天使愛美麗》、《雋詠》

### 電影／廣告歌曲
- 2017年︰《愛怎麼不說》- 海洋公園微電影《抓緊現在》
- 2017年︰《詩意活現》- Park Yoho Genova
- 2018年︰《喵喵喵》- 電影《喵星人》插曲
- 2019年︰《聚散的用意》- 電影《大偵探福爾摩斯：逃獄大追捕》主題曲
- 2019年︰《一半》- 奇華微電影《一半 就是一直相伴》
- 2019年︰《相依》- SONY微電影《爺爺》
- 2023年︰《填詞魂》- 電影《填詞L》主題曲
- 2024年︰《七巧回憶》- 第十一屆【微電影「創+作」支援計劃(音樂篇)】微電影 Microfilm:《七巧回憶 Tangram》 （页面存档备份，存于）

## 派台歌曲成績
| 派台歌曲成績（五台） | 派台歌曲成績（五台） | 派台歌曲成績（五台） | 派台歌曲成績（五台） | 派台歌曲成績（五台） | 派台歌曲成績（五台） | 派台歌曲成績（五台） | 派台歌曲成績（五台） |      |
| -------------------- | -------------------- | -------------------- | -------------------- | -------------------- | -------------------- | -------------------- | -------------------- | ---- |
| 唱片                 | 歌曲                 | 903                  | RTHK                 | 997                  | TVB                  | ViuTV                | 備註                 | 備註 |
| 2020年               |                      |                      |                      |                      |                      |                      |                      |      |
|                      | 不能回家 (國)        | 14                   | -                    | -                    | ×                    | ×                    |                      |      |
| 光                   | 別愛我 (國)          | -                    | 17                   | -                    | ×                    | ×                    |                      |      |
| 光                   | 光                   | -                    | -                    | -                    | ×                    | ×                    |                      |      |
| 光                   | 那片海 (國)          | -                    | -                    | 20                   | ×                    | ×                    |                      |      |
|                      | 不期而遇 (國)        | -                    | -                    | -                    | ×                    | ×                    |                      |      |
| 2024年               |                      |                      |                      |                      |                      |                      |                      |      |
| 《填詞L》電影原聲帶  | 填詞魂               | 2                    | ×                    | 12                   | 19                   | -                    | 電影《填詞L》主題曲  |      |
| 每一次最後           | 每一次最後           | -                    | ×                    | -                    | ×                    | -                    |                      |      |
| 2025年               |                      |                      |                      |                      |                      |                      |                      |      |
|                      |                      |                      |                      |                      |                      |                      |                      |      |

| 903 | RTHK | 997 | TVB | ViuTV | 備註              |
| 0   | 0    | 0   | 0   | 0     | 五台冠軍歌總數：0 |

- （*）仍在榜上
- （-）未能上榜
- （×）沒有派往該台

## 演出

### 個人演唱會
| 日期         | 名稱                     | 地區 | 場地           | 備註 |
| ------------ | ------------------------ | ---- | -------------- | ---- |
| 2024年9月6日 | 謝雅兒《最後一次》演唱會 | 香港 | 胡李名靜體育館 |      |

### 演唱會嘉賓演出
| 日期           | 名稱                          | 地區 | 場地           | 備註 |
| -------------- | ----------------------------- | ---- | -------------- | ---- |
| 2020年12月12日 | RubberBand《！》線上音樂會    | 香港 | 線上           |      |
| 2024年7月17日  | You & Mi 鄭秀文世界巡迴演唱會 | 香港 | 紅磡香港體育館 |      |
| 2025年7月8日   | 「精神好聲音之基法音樂會」    | 香港 | 基法小學       |      |

### 電影
- 2023年：《填詞L》 飾 阿怡

### 短片
- 2023年：《漂與泊之間》 飾 歸琛

### 電視劇
- 2018年：《未來還未來》 飾 街頭表演歌手雅兒
- 2024年：《島嶼協奏曲》 飾 電視節目主持Hailey

### 電視節目（ViuTV）
- 2018年：《本地薑2》第4集嘉賓

### 電視節目（湖南衛視）
- 2017年：《我想和你唱2》第十一期

### 電視節目（台灣中視）
- 2018年：《希望之星》
- 2018年：《K歌大明星》第十一期

### 劇場
- 2013年：《喜歡。然後？》音樂劇
- 2014年：《東華 青少年自家創作》音樂劇
- 2015年：中大新亞劇社《想死》
- 2016年：陳輝陽女聲合唱《少女的祈禱》
- 2017年：《那些年沒有了廣東歌》音樂劇場
- 2018年：《歲．粵》音樂劇場
- 2019年：《Les Miserable音樂會》
- 2021年：《徽因》廣藝基金會音樂劇
- 2022年：外百老滙音樂劇《I Love You, You Are Perfect, Now Change》
- 2025年：《隧夢香》

## 外部連結
- 謝雅兒的Facebook專頁
- 謝雅兒的Instagram帳戶
- YouTube上的謝雅兒頻道